# David di Donatello per il miglior regista straniero

John Huston è stato il primo regista a conquistare il premio nel 1966.

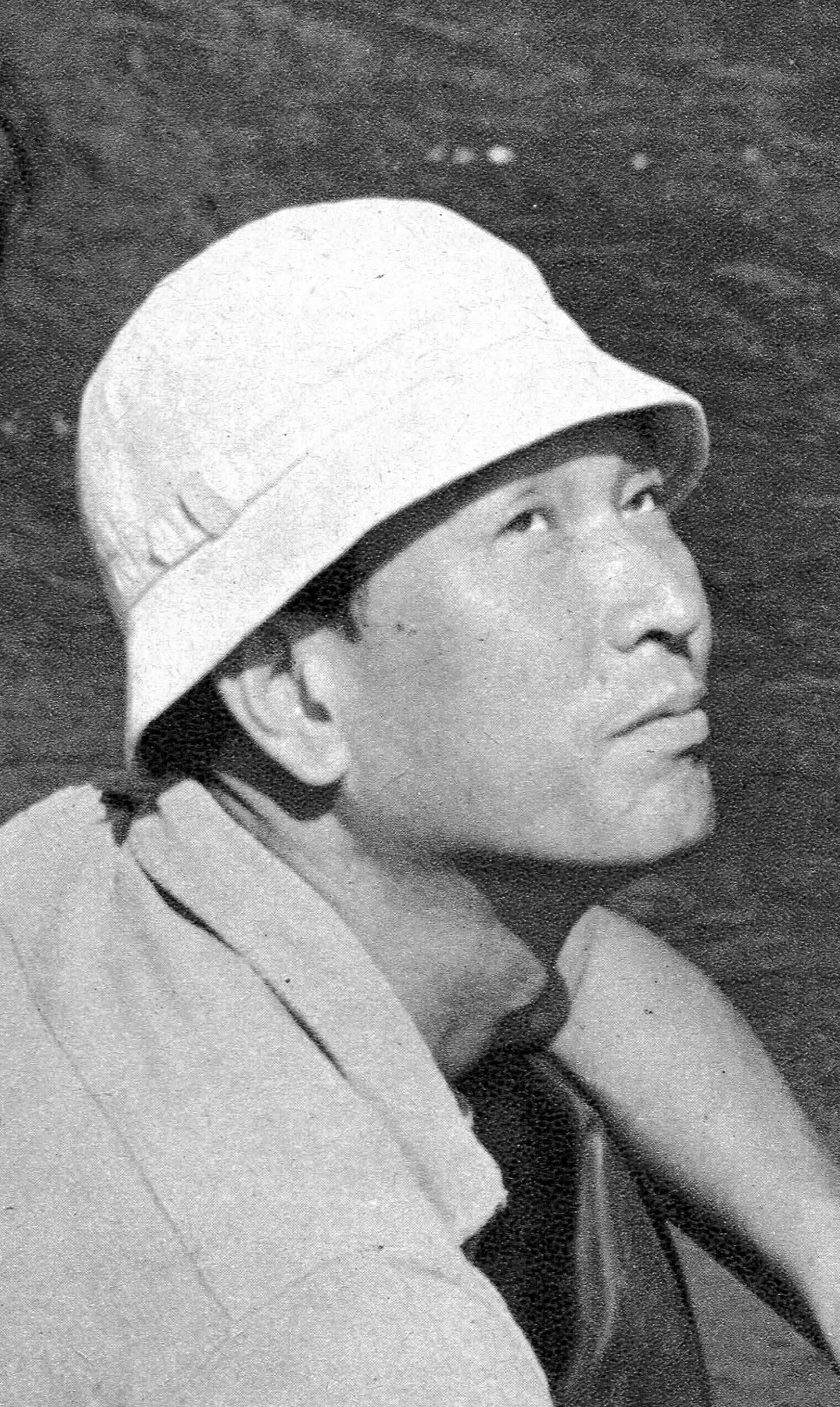
Akira Kurosawa detiene il primato di vittorie con tre conquiste.

Il David di Donatello per il miglior regista straniero è un premio cinematografico assegnato annualmente nell'ambito dei David di Donatello, a partire dall'edizione del 1966 fino a quella del 1990.

## Albo d'oro

### Anni 1966-1969
- 1966: John Huston - La Bibbia
- 1967: David Lean - Il dottor Živago
- 1968: Richard Brooks - A sangue freddo
- 1969: Roman Polański - Rosemary's Baby - Nastro rosso a New York

### Anni 1970-1979
- 1970: John Schlesinger - Un uomo da marciapiede (Midnight Cowboy)
- 1971: Claude Lelouch - La canaglia (Le Voyou)
- 1972: John Schlesinger - Domenica, maledetta domenica (Sunday Bloody Sunday)
- 1973: Bob Fosse - Cabaret (Cabaret)
- 1974: Ingmar Bergman - Sussurri e grida (Viskningar och rop)
- 1975: Billy Wilder - Prima pagina (The Front Page)
- 1976: Miloš Forman - Qualcuno volò sul nido del cuculo (One Flew Over the Cuckoo's Nest)
- 1977: Akira Kurosawa - Dersu Uzala - Il piccolo uomo delle grandi pianure (Dersu Uzala)
- 1978: Herbert Ross - Goodbye amore mio! (The Goodbye Girl) ex aequo Ridley Scott - I duellanti (The Duellists)
- 1979: Miloš Forman - Hair (Hair)

### Anni 1980-1989
- 1980
  - Francis Ford Coppola - Apocalypse Now
- 1981
  - Akira Kurosawa - Kagemusha - L'ombra del guerriero (影武者 - Kagemusha)
  - Pál Gábor - Angi Vera
  - Martin Scorsese - Toro scatenato (Raging Bull)
- 1982
  - Margarethe von Trotta - Anni di piombo (Die bleierne Zeit)
  - István Szabó - Mephisto
  - Warren Beatty - Reds
- 1983
  - Steven Spielberg - E.T. l'extra-terrestre (E.T. the Extra-Terrestrial)
  - Blake Edwards - Victor Victoria
  - Costa Gavras - Missing - Scomparso (Missing)
- 1984
  - Ingmar Bergman - Fanny e Alexander (Fanny och Alexander)
  - Woody Allen - Zelig
  - Andrzej Wajda - Danton
- 1985
  - Miloš Forman - Amadeus
  - Sergio Leone - C'era una volta in America (Once Upon A Time In America)
  - Roland Joffé - Urla del silenzio (The Killing Fields)
- 1986
  - Akira Kurosawa - Ran (乱 - Ran)
  - John Huston - L'onore dei Prizzi (Prizzi's Honor)
  - Sydney Pollack - La mia Africa (Out of Africa)
  - Emir Kusturica - Papà... è in viaggio d'affari (Otac na službenom putu)
- 1987
  - James Ivory - Camera con vista (A Room with a View)
  - Luis Puenzo - La storia ufficiale (La historia oficial)
  - Alain Cavalier - Thérèse
- 1988
  - Louis Malle - Arrivederci ragazzi (Au revoir les enfants)
  - Stanley Kubrick - Full Metal Jacket
  - John Huston - The Dead - Gente di Dublino (The Dead)
- 1989
  - Pedro Almodóvar - Donne sull'orlo di una crisi di nervi (Mujeres al borde de un ataque de nervios)
  - Barry Levinson - Rain Man - L'uomo della pioggia (Rain Man)
  - Woody Allen - Un'altra donna (Another Woman)

### Anno 1990
- 1990: Louis Malle - Milou a maggio